# Lesueur-Mausohr
Das Lesueur-Mausohr (Cistugo lesueuri) ist ein mit mehreren disjunkten Populationen im südlichen Afrika verbreitetes Fledertier in der Überfamilie der Glattnasenartigen. Es bildet zusammen mit dem Angola-Mausohr die Gattung Cistugo. Infolge einer genetischen Studie im Jahr 2010 wurde für die Gattung die Familie Cistugidae etabliert. Das Typusexemplar stammt aus der Umgebung der Stadt Paarl im westlichen Südafrika.

## Benennung
In der Erstbeschreibung durch Roberts wird ein J. S. Le Sueur aus L’Ormarins im Distrikt Paarl in der Westkapprovinz als Finder des Typusexemplars und Namensgeber genannt. Er hatte das Tier in den Fängen seiner Katze gefunden. Dieser Darstellung folgt auch das von der IUCN zitierte Referenzwerk The Mammals of the Southern African Subregion in der Ausgabe von 2005. Sie widerspricht der Angabe im Werk The Eponym Dictionary of Mammals von 2009, das als Namensgeber den französischen Naturforscher Charles-Alexandre Lesueur benennt.

## Merkmale
Die Fledermaus wird mit Schwanz 82 bis 100 mm lang, die Schwanzlänge beträgt 32 bis 50 mm und das Gewicht liegt bei 5 bis 10 g. Die Unterarme sind 35 bis 39 mm lang, die Hinterfüße von 7 bis 11 mm lang und die Ohren 8 bis 13 mm. Kennzeichnend sind honiggelbes Fell auf der Oberseite, eine hellgelbe Unterseite, ein braunes Gesicht und übrige Teile des Kopfes, die hellgelb sind. Die Art kann leicht mit der Kap-Zwergfledermaus (Neoromicia capensis) verwechselt werden.

## Verbreitung und Lebensweise
Das Lesueur-Mausohr wurde in unterschiedlichen Regionen in Südafrika und Lesotho registriert. Es hält sich überwiegend im Flachland auf. Gelegentlich werden 1500 Meter Höhe erreicht. Als Habitat dienen felsige Wüsten, Grasländer und Strauchflächen.
Gruppen mit bis zu 40 Mitgliedern ruhen in Felsspalten. Dabei ist der Kopf zur Öffnung gerichtet. In zur Untersuchung aufgestellten Japannetzen wurden Exemplare häufig zwischen 18 und 20 Uhr gefangen. In den Netzen sind sie im Gegensatz zur Kap-Zwergfledermaus ruhig und ziehen den Kopf ein. Die Kap-Zwergfledermaus bewegt sich dagegen viel und ist lautstark. Vermutlich haben beide Arten getrennte Verstecke. Das Lesueur-Mausohr flattert herum und fängt meist Käfer und Schmetterlinge. Im Oktober und November waren Weibchen mit einem oder selten zwei Embryonen trächtig.

## Gefährdung
Regional wirken sich Landschaftsveränderungen negativ aus. Einige Exemplare sterben an Windkraftanlagen. Das Gebiet, das alle Fundorte umfasst, ist 400.000 km² groß. Die Gesamtpopulation nimmt nur leicht ab. Deshalb wird die Fledermaus von der IUCN als nicht gefährdet (least concern) gelistet.